# Autoroute A507 (France)
Pour les articles homonymes, voir A507 et L2.
L'autoroute A507 ou rocade L2 est une autoroute urbaine française située à Marseille. Cet axe entièrement autoroutier contourne les quartiers centraux, il est entièrement gratuit et accessible aux poids-lourds (sauf matières dangereuses). Il relie l'autoroute Nord (A7) à l'autoroute Est (A50) en 9,7 kilomètres. 
Le projet de créer une rocade périphérique à Marseille est inscrit sur les plans d'urbanisme de la ville depuis 1933, mais maintes fois repoussé. Les travaux débutent dans les années 1990 mais sont rallongés à la suite de changements apportés au projet alourdissant considérablement son coût — passage d'une autoroute à ciel ouvert à une couverture pratiquement totale de l'ensemble — et même interrompus faute de budget, avant d'être relancés en 2009 dans le cadre d'un partenariat public-privé.
La section Est, traversant les quartiers de Malpassé, la Rose, Montolivet, Saint-Barnabé, la Fourragère, Saint-Jean-du-Désert, la Timone et la Pomme entre Saint-Jérôme et l'A50 (échangeur Florian), est ouverte depuis le 29 novembre 2016. La section Nord, reliant la partie Est de la rocade à l'A7 (échangeur des Arnavaux) via Malpassé, Saint-Barthélémy et les Arnavaux, qui devait initialement être mise en service fin 2017, est ouverte à la circulation depuis l'automne 2018. Les travaux du Boulevard Urbain Sud, qui doit prolonger la rocade L2 vers la Pointe Rouge, ont commencé en 2017 et doivent se poursuivre jusqu'en 2022. La première section, de l'échangeur Florian à Sainte-Marguerite, a été mise en service le 1er juillet 2020.

## Construction
Le projet d'une rocade périphérique à Marseille est inscrit sur les plans d'urbanisme dans les années 1930. Il deviendra indispensable dans les années 1980, face à l'engorgement des routes existantes et notamment celle du Jarret qui relie le Nord à l'Est (d'où le nom de « L2 », toujours utilisé aujourd'hui et qui signifie « deuxième liaison »). 
À l'époque, les quartiers nord sont encore peu urbanisés mais cela change à partir des années 1960 : pour faire face aux besoins, une urbanisation intense se développe et la voie prévue pour accueillir la L2 est progressivement bordée de constructions.
En 1974, le schéma directeur de l'agglomération de Marseille prévoit un statut de voie rapide urbaine pour la L2. Dans les années 1970, la ville de Marseille construit une section Nord desservant la Z.U.P. Nord, sous la forme d'une route  à 2 × 2 voies, qui passe au pied des cités des quartiers nord.
Le projet est inscrit au contrat de plan État-région de 1979 et la maîtrise d'ouvrage passe à l'État. Un premier tronçon est construit dans les années 1980 entre Frais-Vallon et Saint-Jérôme : elle reste la seule section en service jusqu'en 2016. En 1992, la section Est entre Frais-Vallon et l'A50 fait l'objet d'une déclaration d'utilité publique et la mise en chantier débute : il s'agit alors d'une autoroute en grande partie à ciel ouvert. Les travaux sont toutefois interrompus à plusieurs reprises.
La voirie existante ne répondant plus aux normes autoroutières, la section Nord fait l'objet au cours des années 2000 d'un nouveau projet. En 2009, un partenariat public-privé est signé avec la Société de la rocade L2, filiale de Bouygues, et la section Nord est déclarée d'utilité publique.

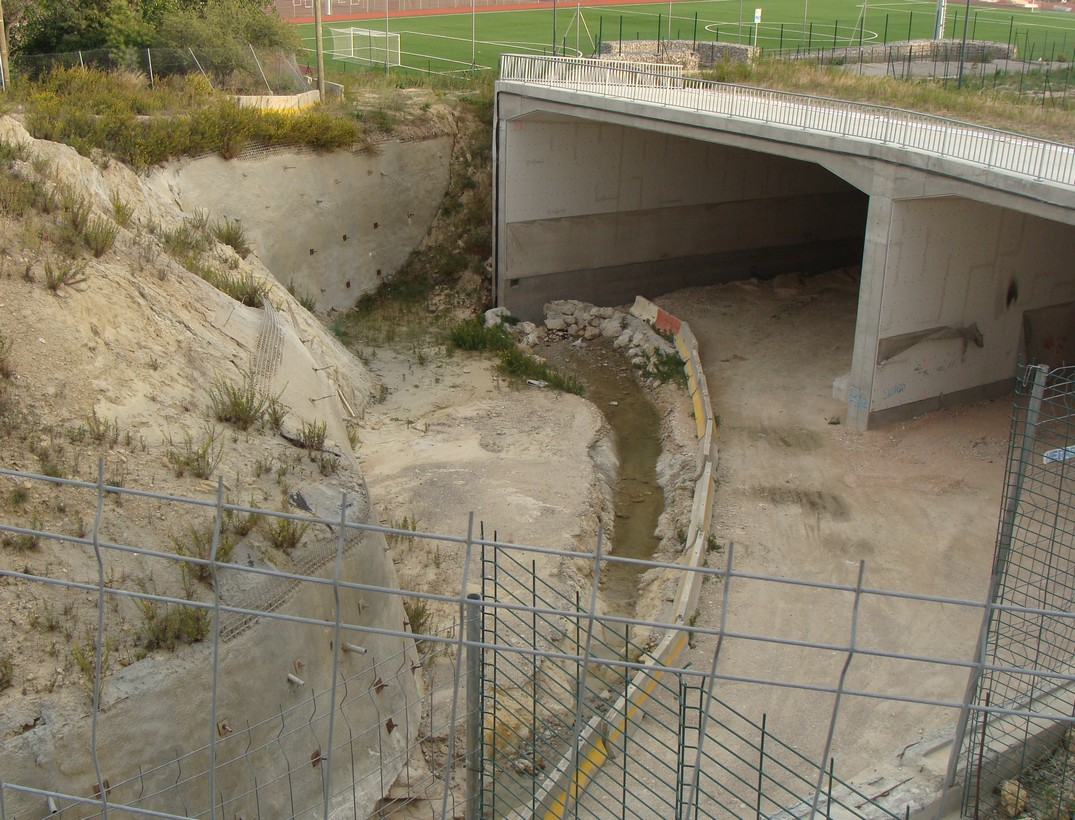
Le chantier de la L2 à la Parette (octobre 2012).

La section Nord de l'A507, entre l'A7 (échangeur des Arnavaux) et le rond-point Père-Wresinski (Saint-Jérôme), fait l'objet de lourds travaux d'août 2014 à 2018. Pendant ces travaux, les boulevards urbains existants (à savoir les avenues Arnavon et Salvador Allende qui constituent ensemble la route nationale 547), à 2 × 2 voies mais séparés par le rond-point Pierre Paraf (de Sainte-Marthe) sont utilisés soit pour permettre le flux de circulation variant en fonction de l’avancée du chantier, soit en fournissant des emprises à celui-ci.
L'essentiel du gros œuvre de la section médiane, du rond-point de Saint-Jérôme à l'avenue des Caillols, est réalisé. Elle est en service sur un peu moins d'un kilomètre jusqu'à sa jonction avec l'avenue Jean-Paul-Sartre (échangeur de Frais-Vallon), section classée route nationale 547. La section suivante, en tunnel sous Montolivet et Bois-Luzy, et dont la couverture a fait l'objet d'un traitement paysager important (parc de la Moline), est mise aux normes entre 2015 et 2016.
Au sud de l'avenue des Caillols, les travaux, interrompus pendant de longues années, ont repris de 2010 à 2011, et à nouveau depuis 2014. Le passage sous la voie ferrée Marseille - Vintimille et l'échangeur avec l'A50 (Florian) sont achevés, et les chaussées commencent à y être construites à l'été 2015. 
En 2013, le gouvernement Ayrault annonce qu'il souhaite terminer les travaux de la L2. Une « ouverture partielle et progressive » est prévue à partir de 2016, à commencer par la section Est à l'automne puis le tronçon Nord en 2017. Pour cela le chantier d'achèvement est confié à l'entreprise Bouygues, dans le cadre d'un partenariat public-privé. Bouygues faisant l'avance de la quote-part du gouvernement, soit 120 millions d'euros, celui-ci remboursant sur 30 ans un total de 400 millions, les collectivités locales (région, département, communauté urbaine) déboursant de leur côté 380 millions. 
Le chantier redémarre activement à l'automne 2014 et devait se finir à l'été 2016 pour la partie Est, et fin 2017 pour la partie Nord. Toutefois, le chantier de la partie Est terminé, l'État refuse la livraison de l'équipement en raison de réserves techniques sur la fiabilité et la sécurité de la section. Des travaux complémentaires sont donc menés et, malgré l'opposition des comités d'intérêt de quartier des 13e et 14e arrondissements, la section Est ouvre le 29 novembre 2016. L'ouverture de la section Nord, d'abord annoncée pour fin 2017, puis pour avril 2018, est retardée ensuite pour septembre ou octobre 2018. Le 17 octobre 2018, la L2 nord est ouverte à la circulation dans le sens Arnavaux-Frais-Vallon avant son ouverture totale à partir du 25 octobre.

## Échangeurs
- 34 (sortie de l'A7) Échangeur des Arnavaux : Marseille - Les Arnavaux, Les Ports (vers l'A507) +  Échangeur entre A7 et A507 : Lyon, Aix-en-Provence, Marignane (de et vers le nord)
  -    Début de l'autoroute A507
- 1 Queillau (de l'A50) : Marseille - Sainte-Marthe, Les Arnavaux +  Tranchée couverte du Merlan-Sainte Marthe (1 400 m)
  -  Tranchée couverte des Oliviers (170 m)
- 2 Saint-Jérome  : Marseille - Le Merlan, Malpassé, Château-Gombert (technopôle), Allauch, Plan-de-Cuques +  Tranchée couverte de Saint-Jérôme (130 m)
  -  Tranchée couverte des Tilleuls (395 m)
- 3 Frais Vallon  : Marseille - La Rose, Centre-ville
  -  de la  3 à la  5
  -  Tranchée couverte de Montolivet (1 075 m)
- 4 Saint-Julien/Les Caillols : Marseille - Saint-Barnabé, La Blancarde, La Fourragère +  Tranchée couverte de Saint-Barnabé (535 m)
  -  Tranchée couverte de la Fourragère (Sens Nord-Sud (550 m) - Sens Sud-Nord (350 m))
- 5 Les Faïenciers : Marseille - Saint-Jean-du-Désert, Saint-Pierre, La Pomme
  -  Tranchée couverte de la Parette (Sens Nord-Sud (550 m) - Sens Sud-Nord (1 140 m))
- 6 Florian : Marseille - Saint-Loup, Marseille - centre (A50)
  -  Fin de l'autoroute A507
- Échangeur entre A50 et A507 : Aubagne, Toulon, Nice (demi-échangeur)

## Boulevard Urbain Sud
Le Boulevard Urbain Sud (B.U.S.) est un axe routier de 8,5 km en cours de réalisation, qui devrait relier l'échangeur Florian (A507 / A50) à la Pointe-Rouge. Il doit « permettre de désengorger la circulation automobile des quartiers sud et est » en achevant le contournement du centre-ville.
Envisagé à l'origine comme une voie rapide, le projet a évolué vers celui d'un boulevard urbain paysager intégrant des sites propres pour les transports en commun, des pistes cyclables et des chemins piétons. Il est reconnu d'utilité publique depuis septembre 2016.
Les travaux de la première section, de l'échangeur Florian à Sainte-Marguerite, ont débuté en 2017. La mise en service de cette section a eu lieu le 1er juillet 2020. Du tunnel de Saint-Loup au chemin du Vallon de Toulouse le B.U.S. a reçu le nom de boulevard Élie Wiesel, et celui de Boulevard Catherine Blum du Vallon de Toulouse au boulevard de Sainte-Marguerite.
Cette mise en service a été l'occasion d'une manifestation des opposants au projet de prolongation du B.U.S. jusqu’à la Pointe-Rouge. Elle occasionnerait l’abattage de nombreux arbres, la traversée du parc de la Mathilde et l'amputation des jardins familiaux Joseph Aiguier. Une nouvelle étude d'impact a été commandée par la métropole d'Aix-Marseille-Provence, maître d’ouvrage de l’opération. La nouvelle équipe municipale marseillaise, élue le 28 juin 2020 et qui comprend des écologistes ayant milité contre le B.U.S., dit vouloir agir pour modifier en profondeur, voire pour mettre un coup d’arrêt à cette prolongation.